# Ambrotip

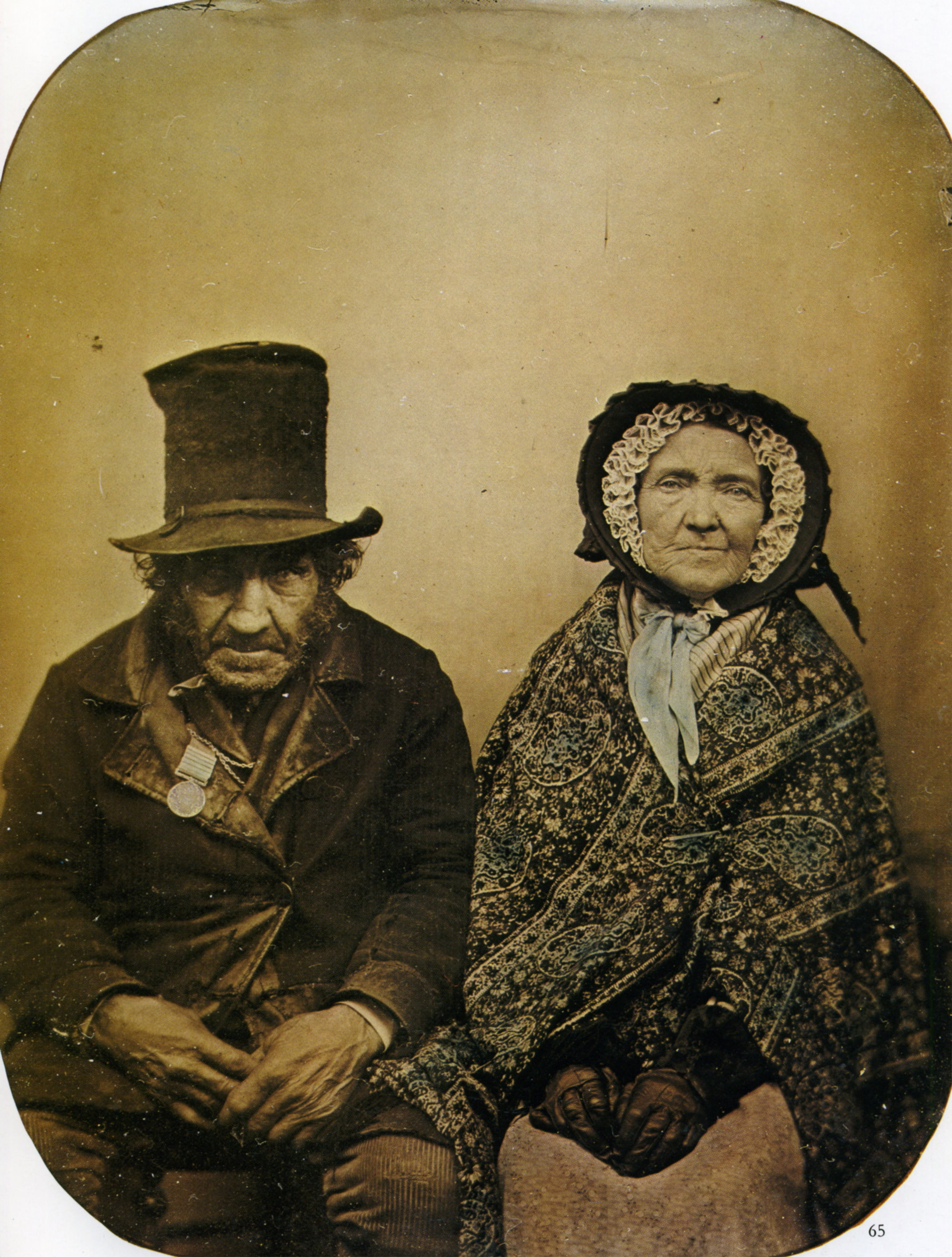
Anònim Un veterà amb la seva dona, Ambrotip tenyit a mà - col·lodió humit positiu

Un  ambrotip o amfitip és un tipus de fotografia aconseguida per un procés fotogràfic que crea una imatge positiva en una placa de vidre, mitjançant el procés del col·lodió humit. El va patentar el 1854 James Ambrose Cutting als Estats Units. El col·lodió humit havia estat inventat uns pocs anys abans per Frederick Scott Archer, però Cutting el va utilitzar per obtenir una imatge positiva en lloc d'un negatiu.

## Procediment
S'ha de cobrir una cara de vidre amb col·lodió iodat, que després es submergergirà en una solució de nitrat de plata. La placa de vidre se subexposa de manera deliberada en la cambra mentre encara està humida. La sub-exposició necessària dependrà de les característiques de la càmera i la il·luminació del motiu. Posteriorment s'ha de revelar i fixar la imatge. El negatiu resultant pot veure's en positiu en posar-la sobre un fons negre. Normalment es tractava de retrats que amb freqüència s'acolorien a mà i es presentaven en capsetes d'una manera similar a com es feia amb els daguerreotips.

### Aspecte extern
En general s'acostumen a presentar en caixes i marcs i presenten certa similitud amb els daguerreotips. A diferència d'aquests, la seva imatge es veu sempre en positiu independentment del seu angle d'il·luminació, no presenta inversió lateral ni la seva superfície produeix l'efecte de mirall. La imatge (majoritàriament retrats) presenta poc contrast i un color cremós o gris. Molts d'ells van ser acolorits i al final del seu processament sovint es vernissaven.

## Història
En 1854 ho va patentar James Ambrose Cutting als Estats Units. El col·lodió humit havia estat inventat uns pocs anys abans per Frederick Scott Archer, que en col·laboració amb Peter Wickens Fry va obtenir uns resultats similars. No obstant això, Cutting va perfeccionar el procés. No obstant això en fonts franceses li ho atribueixen a l'enginyer Lemoyne. El nom de ambrotip li ho va donar Marcus A. Root, que era un daguerrotipista de Filadèlfia. No obstant això, a Gran Bretanya es coneixien com a "positius al col·lodió".
El cotó pólvora (cotó nitrat) va ser descobert l'any 1846 pel químic alemany Christian Fredrich Schonbein. Era utilitzat com a explosiu fins que en 1847 John Parker Maynard, estudiant de medicina a Boston, va descobrir que si se submergia en una solució d'èter i alcohol, s'obtenia un líquid viscós que es podia utilitzar per a tancar ferides.
Gustave Le Gray, en 1850 va suggerir utilitzar aquest material com a aglutinant de la plata, però va ser l'escultor anglès Frederick Scott Archer qui va publicar la primera descripció detallada del que va denominar procés de col·lodió humit sobre plaques de vidre, al març de 1851 en la revista The Chemist. La introducció d'halurs en el col·lodió va ajudar a augmentar la seva sensibilitat i a produir negatius amb una àmplia gamma tonal. Val aclarir que els experiments anteriors als realitzats per Archer, que havien emprat el mateix element en sec, no van produir cap resultat acceptable, pel fet que el col·lodió quan s'asseca es torna impermeable i, per tant, insensible als tractaments químics del processament fotogràfic.
El procés del col·lodió humit va ser el més emprat entre el 1851 i la dècada del 1880, quan es va introduir l'ús de la gelatina.
Era un procés molt incomodo per a les fotografies a l'aire lliure: els fotògrafs havien de portar amb si una cambra obscura portàtil perquè les plaques tenian que preparar-se en el moment i processar-se de seguida després de la presa, abans que el col·lodió s'assequés. Per a obviar a tal inconvenient molts fotògrafs recobrien les seves plaques ja exposades amb una capa de mel que mantenia humit el col·lodió per unes hores, temps que permetia al fotògraf traslladar-se a la seva cambra obscura i processar les seves plaques allí.
El col·lodió humit, malgrat la seva incomoditat, va tenir molt d'èxit perquè permetia temps de presa molt ràpids per a l'època (entre 10 i 100 segons per a plaques grans, entre 5 i 20 segons per a plaques menors; 15 vegades inferior al daguerreotip més perfeccionat) i una molt bona qualitat en la definició de la imatge. Per a la fotografia en estudi, que era la més prolífica (el retrat era el millor negoci en el camp fotogràfic), aquest procés era excel·lent: els seus defectes d'incomoditat no incidien molt, i en canvi permetia retrats més naturals que abans. Però també els fotògrafs que viatjaven, els pioners de les expedicions fotogràfiques ho triaven, encara quan fora tan incomodo, per la qualitat que proveïa.
Poc temps després de la difusió del col·lodió humit es van introduir variants en el procés: els fotògrafs van descobrir que si es col·locaven sobre un fons negre, els negatius de col·lodió subexposats apareixien com a positius. Aquest procés es va denominar ambrotip i va ser utilitzat per primera vegada en 1852 pel francès Adolphe Martin. Alguns ambrotips de luxe es van fer sobre vidres de color porpra, blau fosc o ambre. La mateixa tècnica va ser desenvolupada sobre plaques de metall, denominant-se aquest procés ferrotip o tintip. Aquesta tècnica es va desenvolupar en 1853 per Hamilton Smith i va constituir el procés més barat de l'època, practicant-se en general per fotògrafs ambulants.
Els ambrotips, molt populars en els anys 1860, van reemplaçar al daguerreotip (a causa del seu menor cost) constituint-se en el procés més popular per a retratar-se i es presentaven habitualment en estotjos del tipus "paquet daguerreano". Els ferrotips se solen trobar en àlbums de família produïts en les dècades de 1870 i 1880; no obstant això, també poden ser trobats en estotjos daguerreans, sent en aquest cas molt difícil la seva identificació.

### Artistes famosos
En la història de la fotografia podem veure que tots els fotògrafs de renom que van treballar entre 1850 i 1880 van utilitzar el procés de col·lodió humit per a realitzar els seus negatius, copiant-los posteriorment en paper albuminat. Podem citar entre els retratistes: Nedar, Disderi, Julia Margareth Cameron, O.J. Rejilander, Lewis Carroll; i entre els fotògrafs de camp: Felice Beato, Roger Fenton, Matthew Brady, Alexander Gardner, Gustave Le Gray, Francis Frith, Adolphe Braun, Desireé Charnay, Timothy O’Sullivan, Herny Jackson.
La majoria dels fotògrafs que van realitzar ambrotips i ferrotips romanen en l'anonimat. Si bé molts van arribar a ser coneguts al seu poble pel seu petit estudi fotogràfic, no van passar a la posteritat com a artistes “famosos”, sinó com a autors anònims pel fet que en la majoria dels casos ni tan sols es preserva el seu nom en els estotjos de presentació d'aquestes tècniques.
Entre els fotògrafs (en la seva majoria estrangers) que van desenvolupar la tècnica de col·lodió humit a Mèxic podem citar a: A. Briquet, F. Aubert, Creus i Campa, D. Charnay, A. i A. Le Plongeon, Rafael García i T. Maler.
En l'actualitat, els fotògrafs famosos que es dediquen a realitzar aquestes tècniques són molt pocs. Mark i France Osterman, William Dunniway als Estats Units i Waldemaro Concha a Mèxic.

## Galeria

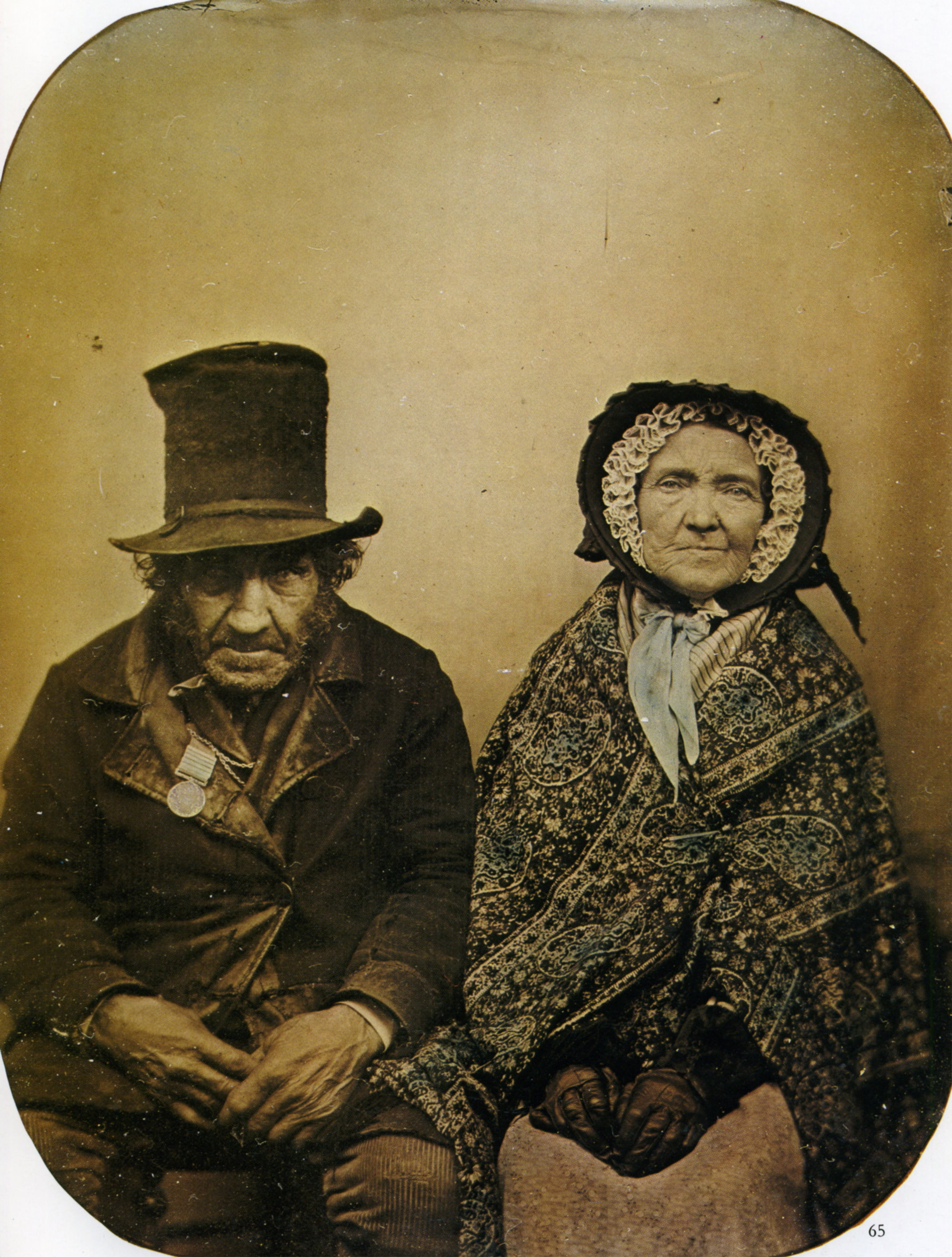
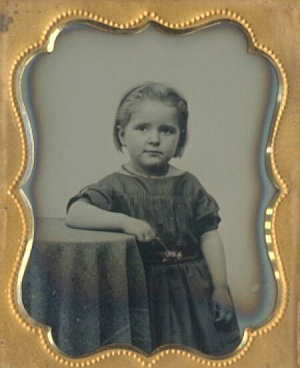
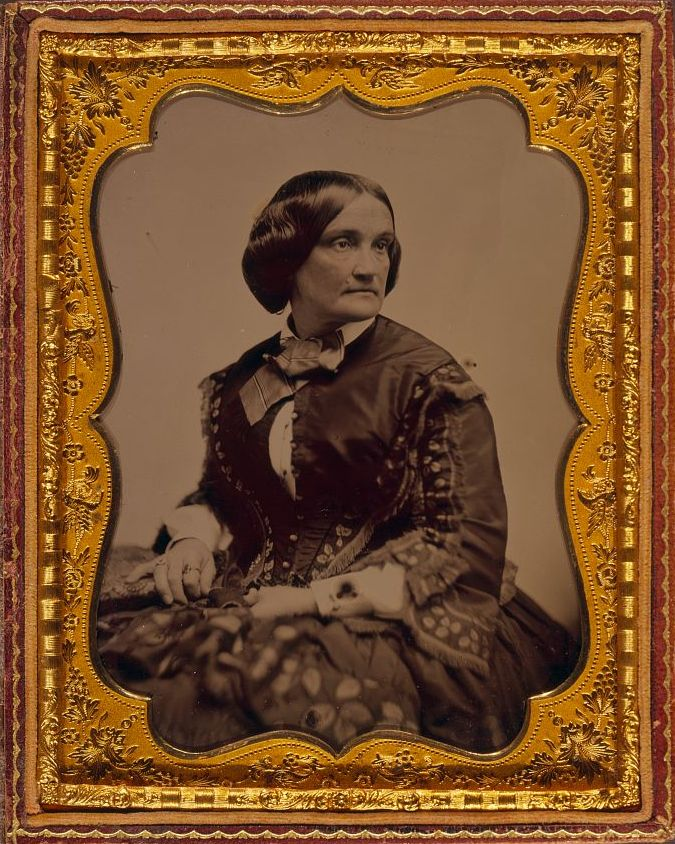
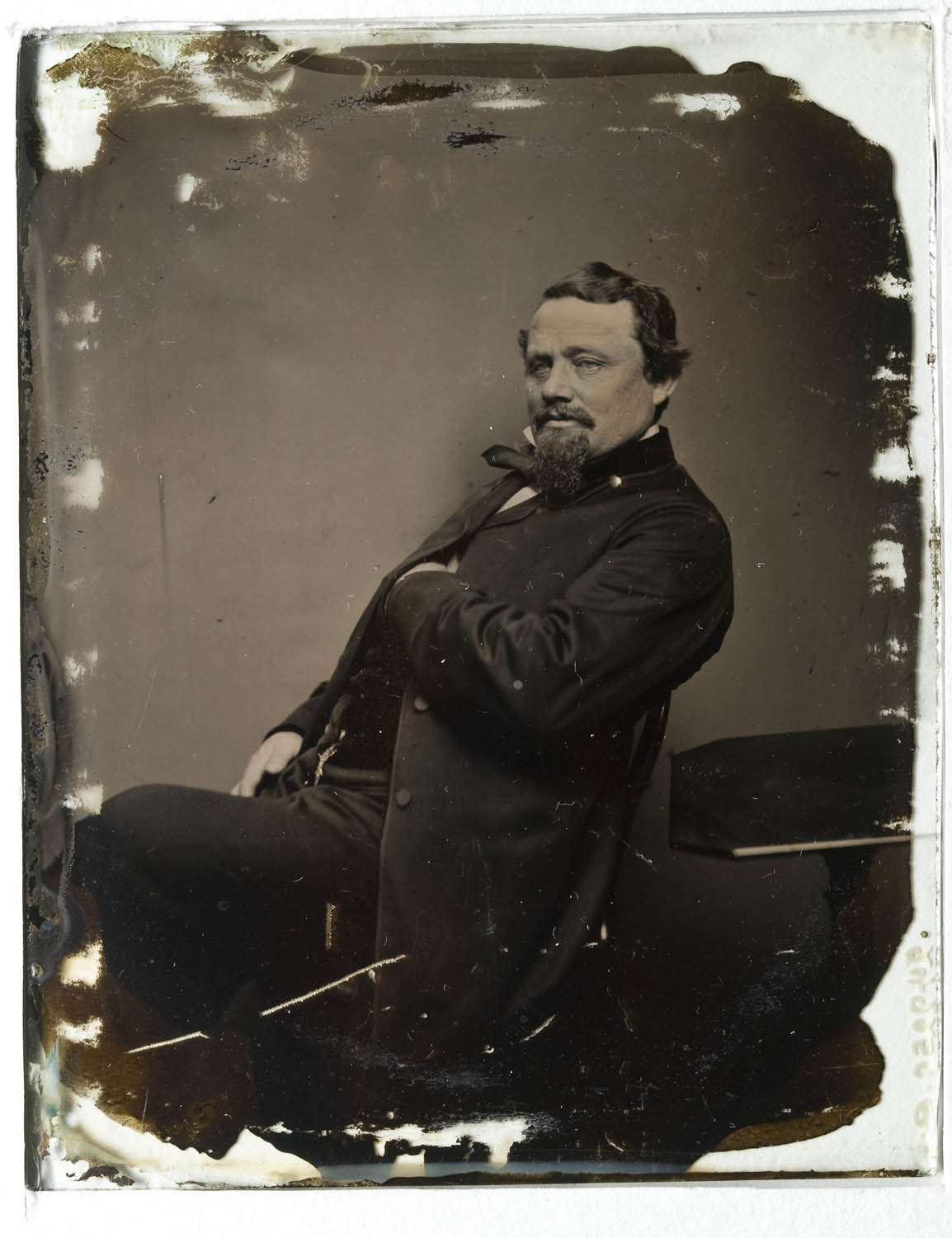
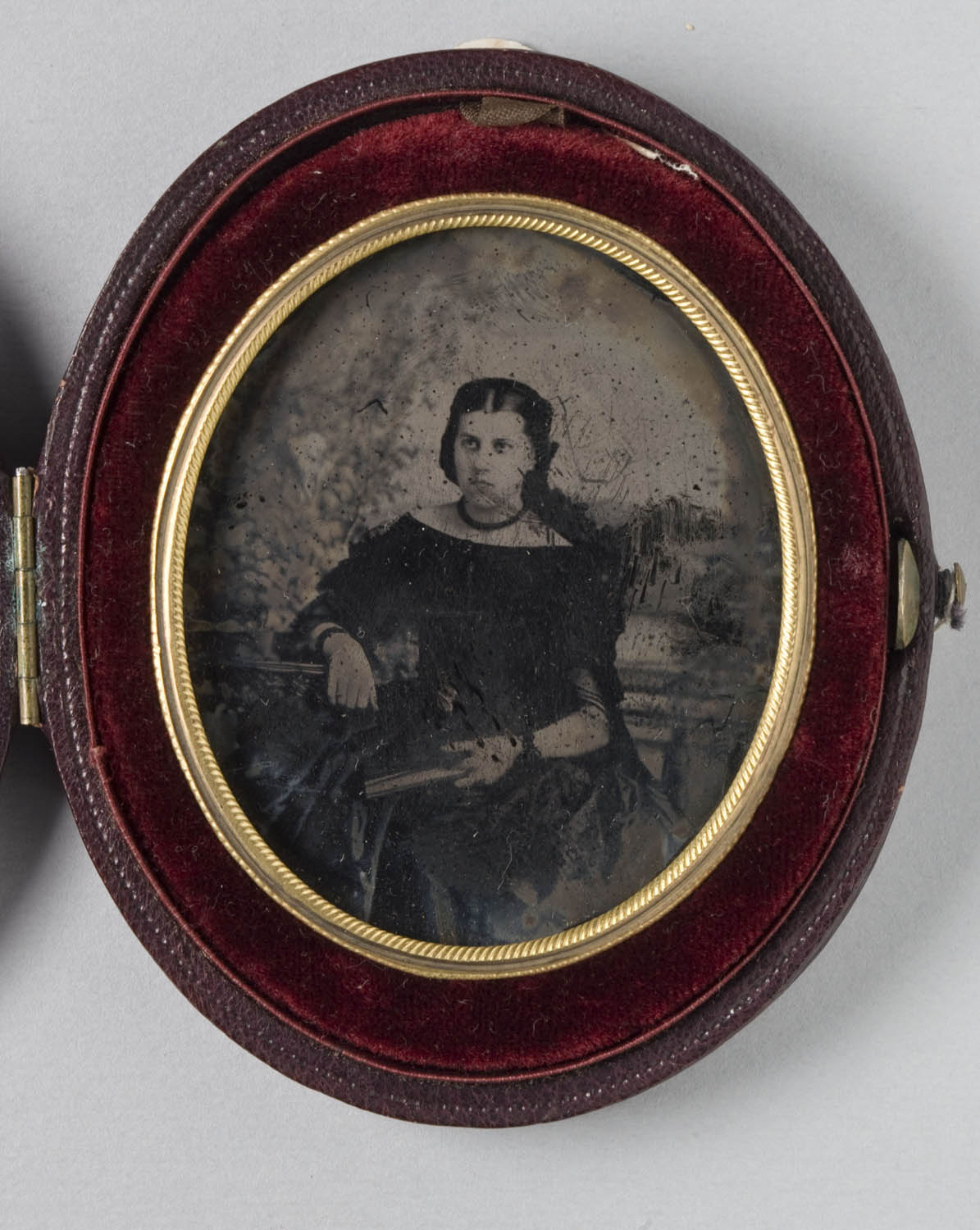
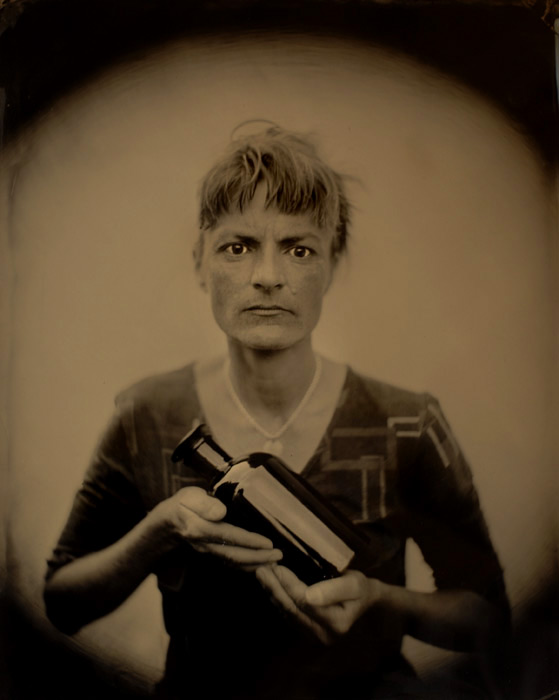